# Кот (Шолданештський район)
Кот (рум. Cot) — село у Шолданештському районі Молдови. Входить до складу комуни, адміністративним центром якої є село Клімеуцій-де-Жос.

## Населення
За даними перепису населення 2004 року у селі проживали 397 осіб.
Національний склад населення села:
| Національність | Кількість осіб | Відсоток |
| -------------- | -------------- | -------- |
| молдавани      | 393            | 99,0%    |
| українці       | 4              | 1,0%     |
| Всього         | 397            | 100%     |